# Lipton International Players Championships 1989
Die Lipton International Players Championships 1989 waren ein Tennisturnier der WTA Tour 1989 für Damen und ein Tennisturnier des Grand Prix Tennis Circuit 1989 für Herren, welche zeitgleich vom 20. März bis zum 2. April 1989 in Key Biscayne, Miami, Florida stattfanden.

## Herrenturnier
→ Hauptartikel: Lipton International Players Championships 1989/Herren

## Damenturnier
→ Hauptartikel: Lipton International Players Championships 1989/Damen

## Mixedturnier
→ Hauptartikel: Lipton International Players Championships 1989/Mixed